# 2004年アテネオリンピックの柔道競技
2004年アテネオリンピックの柔道競技（2004ねんアテネオリンピックのじゅうどうきょうぎ）は、2004年に開催されたアテネオリンピックにて2004年の8月14日から8月20日までの日程で実施された柔道競技である。
男女とも7階級が行われた。

## 概要

### 男子
- 60kg以下級の野村忠宏（日本）が五輪柔道史上初の三連覇を達成した。

- 66kg級では、世界選手権を連覇し優勝候補であったアラシュ・ミレスマイリ（イラン）が、イスラエル選手との対戦を拒みボイコット（計量失格）した。政治的理由によるボイコットは問題視されたが、断定が困難であったため最終的に処罰は行われなかった。なお、ミレスマイリの棄権はイラン国内では賞賛され、金メダリストと同等の待遇を受けた[1]。

### 女子
- 52kg以下級では、準決勝にて横沢由貴がアマリリス・サボンに残り時間1秒で大逆転の一本勝ちを決めた。

- 78kg以下級では、世界選手権4連覇を誇りながら過去2度の五輪はいずれも初戦敗退していた阿武教子が3度目の挑戦で優勝した。日本の女性警察官史上初の金メダル獲得となった。

- 韓国の女子選手が不甲斐ない負け方をしたという理由で控え室においてコーチに殴られるという暴力事件が発生した。それを見て非常にショックを受けたカナダの選手がその一件をカナダのマスコミに伝えると、IOCのジャック・ロゲ会長に知られるところとなり、IJFに事実確認が要請されることになった。IJFの教育コーチング理事である山下泰裕がそのコーチに事の真偽を確かめると、女子選手を殴った事実を認めた。これを受けて、韓国側はこのコーチを選手村から追放して本国へ送還させる処置を取った。さらに、この件で柔道界に多大な迷惑を掛けたことを山下に詫びることにもなった[2][3]。

## 競技結果

### 男子
| 階級        | 金                                    | 銀                                  | 銅                                              |
| ----------- | ------------------------------------- | ----------------------------------- | ----------------------------------------------- |
| 60kg以下級  | 野村忠宏 日本 (JPN)                   | ネストル・ヘルギアニ グルジア (GEO) | 崔敏浩 韓国 (KOR)                               |
| 60kg以下級  | 野村忠宏 日本 (JPN)                   | ネストル・ヘルギアニ グルジア (GEO) | ハシュバータル・ツァガンバータル モンゴル (MGL) |
| 66kg以下級  | 内柴正人 日本 (JPN)                   | ヨゼフ・クルナーチ スロバキア (SVK) | ヨルダニス・アレンシビア キューバ (CUB)         |
| 66kg以下級  | 内柴正人 日本 (JPN)                   | ヨゼフ・クルナーチ スロバキア (SVK) | ゲオルギ・ゲオルギエフ ブルガリア (BUL)         |
| 73kg以下級  | 李元熹 韓国 (KOR)                     | ビタリー・マカロフ ロシア (RUS)     | ジミー・ペドロ アメリカ合衆国 (USA)             |
| 73kg以下級  | 李元熹 韓国 (KOR)                     | ビタリー・マカロフ ロシア (RUS)     | レアンドロ・ギルヘイロ ブラジル (BRA)           |
| 81kg以下級  | イリアス・イリアディス ギリシャ (GRE) | ロマン・ゴンチュク ウクライナ (UKR) | フラビオ・カント ブラジル (BRA)                 |
| 81kg以下級  | イリアス・イリアディス ギリシャ (GRE) | ロマン・ゴンチュク ウクライナ (UKR) | ドミトリー・ノソフ ロシア (RUS)                 |
| 90kg以下級  | ズラブ・ズビャダウリ グルジア (GEO)   | 泉浩 日本 (JPN)                     | マルク・ハイジンハ オランダ (NED)               |
| 90kg以下級  | ズラブ・ズビャダウリ グルジア (GEO)   | 泉浩 日本 (JPN)                     | ハサンビ・タオフ ロシア (RUS)                   |
| 100kg以下級 | イハル・マカラウ ベラルーシ (BLR)     | 蔣盛晧 韓国 (KOR)                   | アリエル・ゼエビ イスラエル (ISR)               |
| 100kg以下級 | イハル・マカラウ ベラルーシ (BLR)     | 蔣盛晧 韓国 (KOR)                   | ミヒャエル・ユラック ドイツ (GER)               |
| 100kg超級   | 鈴木桂治 日本 (JPN)                   | タメルラン・トメノフ ロシア (RUS)   | デニス・ファンデルヘースト オランダ (NED)       |
| 100kg超級   | 鈴木桂治 日本 (JPN)                   | タメルラン・トメノフ ロシア (RUS)   | インドレク・ペルテルソン エストニア (EST)       |

### 女子
| 階級       | 金                              | 銀                                      | 銅                                        |
| ---------- | ------------------------------- | --------------------------------------- | ----------------------------------------- |
| 48kg以下級 | 谷亮子 日本 (JPN)               | フレデリク・ジョシネ フランス (FRA)     | 高峰 中国 (CHN)                           |
| 48kg以下級 | 谷亮子 日本 (JPN)               | フレデリク・ジョシネ フランス (FRA)     | ユリア・マティヤス ドイツ (GER)           |
| 52kg以下級 | 冼東妹 中国 (CHN)               | 横沢由貴 日本 (JPN)                     | アマリリス・サボン キューバ (CUB)         |
| 52kg以下級 | 冼東妹 中国 (CHN)               | 横沢由貴 日本 (JPN)                     | イルス・ヘイレン ベルギー (BEL)           |
| 57kg以下級 | イボンヌ・ベニシュ ドイツ (GER) | ケー・スンヒ 北朝鮮 (PRK)               | ユリスレイディス・ルペティ キューバ (CUB) |
| 57kg以下級 | イボンヌ・ベニシュ ドイツ (GER) | ケー・スンヒ 北朝鮮 (PRK)               | デボラ・フラベンステイン オランダ (NED)   |
| 63kg以下級 | 谷本歩実 日本 (JPN)             | クラウディア・ハイル オーストリア (AUT) | ドリュリス・ゴンサレス キューバ (CUB)     |
| 63kg以下級 | 谷本歩実 日本 (JPN)             | クラウディア・ハイル オーストリア (AUT) | ウルシカ・ジョルニル スロベニア (SLO)     |
| 70kg以下級 | 上野雅恵 日本 (JPN)             | エディス・ボッシュ オランダ (NED)       | アネット・ベーム ドイツ (GER)             |
| 70kg以下級 | 上野雅恵 日本 (JPN)             | エディス・ボッシュ オランダ (NED)       | 秦東亜 中国 (CHN)                         |
| 78kg以下級 | 阿武教子 日本 (JPN)             | 劉霞 中国 (CHN)                         | ユリセル・ラボルデ キューバ (CUB)         |
| 78kg以下級 | 阿武教子 日本 (JPN)             | 劉霞 中国 (CHN)                         | ルチア・モリコ イタリア (ITA)             |
| 78kg超級   | 塚田真希 日本 (JPN)             | ダイマ・ベルトラン キューバ (CUB)       | テア・ドングザシビリ ロシア (RUS)         |
| 78kg超級   | 塚田真希 日本 (JPN)             | ダイマ・ベルトラン キューバ (CUB)       | 孫福明 中国 (CHN)                         |

## 各国メダル数
| 順 | 国・地域       | 金 | 銀 | 銅 | 計 |
| -- | -------------- | -- | -- | -- | -- |
| 1  | 日本           | 8  | 2  | 0  | 10 |
| 2  | 中国           | 1  | 1  | 3  | 5  |
| 3  | 韓国           | 1  | 1  | 1  | 3  |
| 4  | グルジア       | 1  | 1  | 0  | 2  |
| 5  | ドイツ         | 1  | 0  | 3  | 4  |
| 6  | ベラルーシ     | 1  | 0  | 0  | 1  |
| 6  | ギリシャ       | 1  | 0  | 0  | 1  |
| 8  | ロシア         | 0  | 2  | 3  | 5  |
| 9  | キューバ       | 0  | 1  | 5  | 6  |
| 10 | オランダ       | 0  | 1  | 3  | 4  |
| 11 | オーストリア   | 0  | 1  | 0  | 1  |
| 11 | フランス       | 0  | 1  | 0  | 1  |
| 11 | 北朝鮮         | 0  | 1  | 0  | 1  |
| 11 | スロバキア     | 0  | 1  | 0  | 1  |
| 11 | ウクライナ     | 0  | 1  | 0  | 1  |
| 16 | ブラジル       | 0  | 0  | 2  | 2  |
| 17 | ベルギー       | 0  | 0  | 1  | 1  |
| 17 | ブルガリア     | 0  | 0  | 1  | 1  |
| 17 | エストニア     | 0  | 0  | 1  | 1  |
| 17 | イスラエル     | 0  | 0  | 1  | 1  |
| 17 | イタリア       | 0  | 0  | 1  | 1  |
| 17 | モンゴル       | 0  | 0  | 1  | 1  |
| 17 | スロベニア     | 0  | 0  | 1  | 1  |
| 17 | アメリカ合衆国 | 0  | 0  | 1  | 1  |